# Paul Brooke
| Paul Brooke                               | Paul Brooke                               |
| Kattints az alábbi külső linkek egyikére! | Kattints az alábbi külső linkek egyikére! |
| ----------------------------------------- | ----------------------------------------- |
| Nem található szabad kép.(?)              |                                           |
| külső link · jogvédett                    | Portréja a Wall of Celebrities-en         |

Paul Brooke (London, 1944. november 22. –) angol televíziós, rádiós és filmszínész.

## Színészi pályája
Színpadon kezdte pályafutását az 1960-as végén. Főleg londoni színházakban játszott, így több éven át a Frank Dunlop Young Vic Company társulatának tagja volt. 
Első kisebb filmes szerepét 1972-ben kapta a Hammer Filmgyár Straight On till Morning című thrillerfilmjében, melyet Peter Collinson rendező készített John Peacock (1945–2017) író forgatókönyvéből. Ő adta Kígyónyelv hangját A Gyűrűk Ura c. Tolkien-regény 1981-es BBC rádiójáték-adaptációjában.
Joviális kispolgárokat, okoskodó hivatalnokokat, olykor groteszk külsejű és viselkedésű figurákat jelenített meg. Játszott a James Bond kalandfilm-vígjátéksorozat 1981-es Szigorúan bizalmas c. részében, a címszereplő  (Roger Moore mellett. Egy Malakili nevű rancor-tenyésztőt alakított a Csillagok háborúja sorozat 6. filmjében, az 1983-as A Jedi visszatér-ben. Hangját nem találták eléggé fenyegetőnek, ezért az eredeti filmben Ernie Fosselius angol hangját adták alája. Rowan Atkinson mellett játszott a Fekete Vipera komédiasorozatban (1983) és a Mr. Bean sorozat "A könyvtár" c. részében (1990).
1985-ben Gioachino Rossini zeneszerzőként vendégszerepelt egy különleges zenei tévéprodukcióban, Humphrey Burton és Yves-André Hubert rendezők Hommage à Rossini című koncertfilmjében, amelyet a Versailles-i kastélyban vettek fel Claudio Abbado karmester, továbbá Montserrat Caballé, Marilyn Horne, Ruggero Raimondi és Samuel Ramey operaénekesek közreműködésével.
Ken Russel 1988-as horrorfilm-vígjátékában, A fehér féreg búvóhelyében egy kígyóvá átlényegült, groteszk rendőrt alakított, akit Peter Capaldi skótduda-zenével próbál bűvölni. Detektívet játszott Michael Caton-Jones rendező 1989-es Botrány című (1989) politikai krimijében, amely a John Profumo hadügyminiszter és Christine Keeler prostituált viszonyából 1963-ban kialakult valós belbiztonsági krízist dolgozza fel. 
Szerepelt Nigel Cole rendező 2000-es Fűbenjáró bűn és Sharon Maguire 2001-es Bridget Jones naplója c. vígjátékaiban.
A 2004-2005-ös szezon több nagy produkciójában megjelent. Virágárus-boltost játszott az Alfie c. vígjátékban, árverés-vezetőt Joel Schumacher Az operaház fantomja c. zenés drámájában és Mr. Grimwiget Roman Polański rendező 2005-ös Twist Olivér-jében. A BBC televízió 2004-ben sugárzott Az Alan Clark-naplók c. politikai filmsorozatában az IRA által 1990-ben meggyilkolt Ian Gow (1937–1990) konzervatív politikust alakította.
Sok népszerű angol tévéfilmben, filmvígjátékban és sorozatban szerepelt kisebb-nagyobb mellékszerepben, így a Bertie és Elizabeth-ben, a Foyle háborújában, a Sharpe sorozat Sharpe bosszúja (S05E01) c. részében, a Kisvárosi gyilkosságokban, a Chesterfield lovagjaiban, az Az elveszett ereklyék fosztogatói-ban, és az 1997-es Nostromo tévé-minisorozatban is.
2010-ben nyugdíjba vonult. Fia, Tom Brooke (*1978) szintén színészi pályán dolgozik.

## Főbb filmszerepei
- 2009: The Royal, tévésorozat; Dr. Marsden
- 2009: Minder, tévésorozat; Dickie Mint
- 2008: Einstein és Eddington (Einstein and Eddington), tévéfilm; H.H. Turner
- 2008: Agatha Christie: Marple tévésorozat; Egy marék rozs c. rész; Mr. Billingsley
- 2008: A szerelem határai (The Edge of Love); Mr. Justice Singleton
- 2007: Az én kis családom (My Family), tévésorozat; Mr. Salem
- 2004–2006: A pánik hete (The Worst Week of My Life), tévésorozat; vikárus
- 2005: Álom és szerelem (Rosamunde Pilcher), tévésorozat; Derek
- 2005: Twist Olivér (Oliver Twist); Mr. Grimwig
- 2005: Vagányok – Öt sikkes sittes (Hustle), tévésorozat; Benny
- 2004: Az Alan Clark-naplók ( The Alan Clark Diaries), tévésorozat; Ian Gow
- 2004: Az operaház fantomja (The Phantom of the Opera); árverés-vezető
- 2004: Alfie; virágbolt-tulajdonos
- 2003: Doc Martin olajra lép (Doc Martin and the Legend of the Cloutie), tévéfilm; Charley
- 2002: Foyle háborúja (Foyle’s War), tévésorozat; Arthur Ellis
- 2002: Bertie és Elizabeth (Bertie and Elizabeth), tévéfilm; Tommy Lascelles
- 2001: Doc Martin, tévésorozat; Charley
- 2001: A királyné nyakéke (The Affair of the Necklace); Bohmer ékszerész
- 2001: Bridget Jones naplója (Bridget Jones’s Diary); Mr. Fitzherbert
- 2000: Koldus és királyfi (The Prince and the Pauper); városi tanácsnok
- 2000: Az elveszett ereklyék fosztogatói (Relic Hunter), tévésorozat; Gerard La Grange
- 2000: Ránk szakad az ég (Il cielo cade); Mr. Pitt
- 2000: Fűbenjáró bűn (Saving Grace); Charlie
- 1999: A rettegés tornya (Lighthouse); Campbell kapitány
- 1999: Jeanne d’Arc – Az orléans-i szűz (Joan of Arc); Domrémy falu papja
- 1998: Dalziel és Pascoe nyomoz (Dalziel and Pascoe); tévésorozat; Eustace Horncastle kanonok
- 1998: Kisvárosi gyilkosságok (Midsomer Murders), tévésorozat; Faithful into Death c. rész; Nigel Anderson
- 1998: A szájkosár (The Scold’s Bridle), tévé-minisorozat; Duncan Orloff
- 1998: A Nap heve (Heat of the Sun), tévé-minisorozat; Sir Rex Willoughby
- 1997: Körtánc az idő dallamára (A Dance to the Music of Time), tévé-minisorozat; Maclintick
- 1997: Sharpe, tévésorozat; Sharpe bosszúja c. rész; Roland
- 1996–1997: Nostromo, tévé-minisorozat; Mitchell kapitány
- 1996: A holdgyémánt (The Moonstone), tévéfilm; Dr. Candy
- 1993: A per (The Trial); a bank alelnöke
- 1993: Lökött örökösök (Splitting Heirs); idegenvezető
- 1993: Az ifjú Indiana Jones kalandjai (The Young Indiana Jones Chronicles), tévésorozat; rendőr
- 1992: Chesterfield lovagjai (Covington Cross), tévésorozat, szerzetes
- 1992: Föld és vér (De terre et de sang), tévéfilm; Simon
- 1990: Mr. Bean, tévésorozat; A könyvtár c. rész; olvasó
- 1989: Forrongó évszak (A Dry White Season); Dr. Herzog
- 1989: Botrány (Scandal); nyomozó őrmester
- 1988: A fehér féreg búvóhelye (The Lair of the White Worm); Erny rendőrbiztos
- 1987: A mesemondó (The Storyteller), tévésorozat; kancellár
- 1987: Napóleon és Joséphine (Napoleon and Josephine: A Love Story), tévé-minisorozat; Junot tábornok
- 1985: Amerika fegyverben (Revolution); Lord Darling
- 1985: Hommage à Rossini, televíziós koncertfilm; Gioachino Rossini
- 1985: Történelmi magánügyek avagy az SS szorításában (Hitler’s S.S.: Portrait in Evil), tévéfilm; Josef Biegler SA-tábornok
- 1984: Tarzan, a majmok ura (Greystoke: The Legend of Tarzan, Lord of the Apes); Stimson tiszteletes
- 1983: Fekete Vipera (The Black Adder), tévésorozat; Bellows barát
- 1983: A Jedi visszatér (Star Wars: Episode VI - Return of the Jedi); Malakili
- 1983: Az operaház fantomja (The Phantom of the Opera), tévéfilm; felügyelő
- 1981: Szigorúan bizalmas (For Your Eyes Only); Bunky
- 1981: Minden jó, ha a vége jó (All’s Well That Ends Wel); Lavache
- 1978: Hová tűnt Agatha Christie? (Agatha); John Foster
- 1978: Tévedések vígjátéka (film) (The Comedy of Errors), BBC tévéfilm; Angelo
- 1972: József és a színes szélesvásznú álomkabát (Joseph and the Amazing Technicolor Dreamcoat), tévéfilm; Reuben
- 1972: Straight on Till Morning; ideges férfi

## További információ
- Paul Brooke a PORT.hu-n (magyarul)
- Paul Brooke az Internetes Szinkronadatbázisban (magyarul)
- Paul Brooke az Internet Movie Database-ben (angolul)
- Paul Brooke a Rotten Tomatoeson (angolul)
- Paul Brooke az AlloCiné weboldalán (franciául)
- Paul Brooke Profile (angol nyelven). famousfix.com. (Hozzáférés: 2023. január 18.)